# スーパーバリュー
株式会社スーパーバリュー（英: Super Value Co., Ltd.、通称：SV）は、日本の首都圏でホームセンターとスーパーマーケットが融合した店舗、および食品スーパー単独店舗を運営する企業。株式会社OICグループの連結子会社。本社は埼玉県上尾市。

## 略歴
1996年（平成8年）、埼玉県を中心に家具店を展開している株式会社大川（現・大川ホールディングス）の子会社、株式会社大川ホームセンターとして創業し、2001年（平成13年）に大川が株式を売却したことに伴い子会社から関連会社へ移行。2005年（平成17年）3月に社名をスーパーバリューに変更した。現在は埼玉県を中心に東京都、千葉県へ出店している。
アメリカやアイルランド、他東海地方で久米商店 が展開する同名のアウトレット家具店、九州地方で「協同組合九州スーパーマーケットグループ」（CGCグループ加盟）の中核企業として存在する九州スーパーマーケットグループ（福岡市）とは無関係。

## 沿革
- 1996年（平成8年）3月18日 - 埼玉県大宮市（後のさいたま市見沼区）に「株式会社大川ホームセンター」を設立（屋号：Oh!kawa ホームセンター）。
- 2001年（平成13年）6月 - 株式会社大川の株式売却により、同社の子会社から関連会社へ移行。
- 2005年（平成17年）3月1日 - 現社名に変更。
- 2008年（平成20年）2月15日 - ジャスダックに株式上場[1]。
- 2011年（平成23年）7月 - さいたま市の本社をバリュープラザ上尾愛宕店（埼玉県上尾市愛宕3丁目1番40号）の2階部分へ移転[5]。
- 2022年（令和4年）
  - 7月15日 - ロピア・ホールディングス（後のOICグループ）との間で資本業務提携契約を締結[6]。
  - 8月31日 - ロピア・ホールディングスを引受先とする第三者割当増資を実施。同社の連結子会社となる[6]。
- 2025年（令和7年）8月31日 - バリュープラザ上尾愛宕店の閉鎖に伴い、本社機能を埼玉県上尾市宮本町5-18、営業本部をスーパーバリュー戸田店（埼玉県戸田市南町9-29）に移転予定[7]。

## 店舗
出店店舗の詳細情報は公式サイト「店舗案内」を参照。
ロピアとの提携後は、ロピア及びその子会社であるアキダイとのコラボ店舗への改装が進行中であり、コラボ店舗では食品部門のみクレジットカード・ポイントカードの取り扱い廃止、あるいは100円玉を使って利用するカートへの移行など、ロピア式の運営が導入されている。また、2024年6月24日には世田谷松原店をリニューアルして同社としては初となるロピア店舗「スーパーバリュー ロピア松原店」に屋号変更された。